# Jordy Zuidam
Pour les articles homonymes, voir Jordy (homonymie).
Jordy Zuidam (né le 8 juillet 1980 à Utrecht, Pays-Bas) est un footballeur néerlandais.

## Biographie

### Parcours professionnel
- 1998-2005 : FC Utrecht  Pays-Bas
  - 2001-2002 : Go Ahead Eagles  Pays-Bas (prêt)
- 2005-2008 : FC Zwolle  Pays-Bas
- 2008-2011 : Go Ahead Eagles  Pays-Bas
  - 2010-2011 : RBC Roosendaal  Pays-Bas (prêt)

## Palmarès
FC Utrecht
- Coupe des Pays-Bas
  - Vainqueur (2) : 2003, 2004
- Trophée Johan Cruyff
  - Vainqueur (1) : 2004